# Bathysaurus

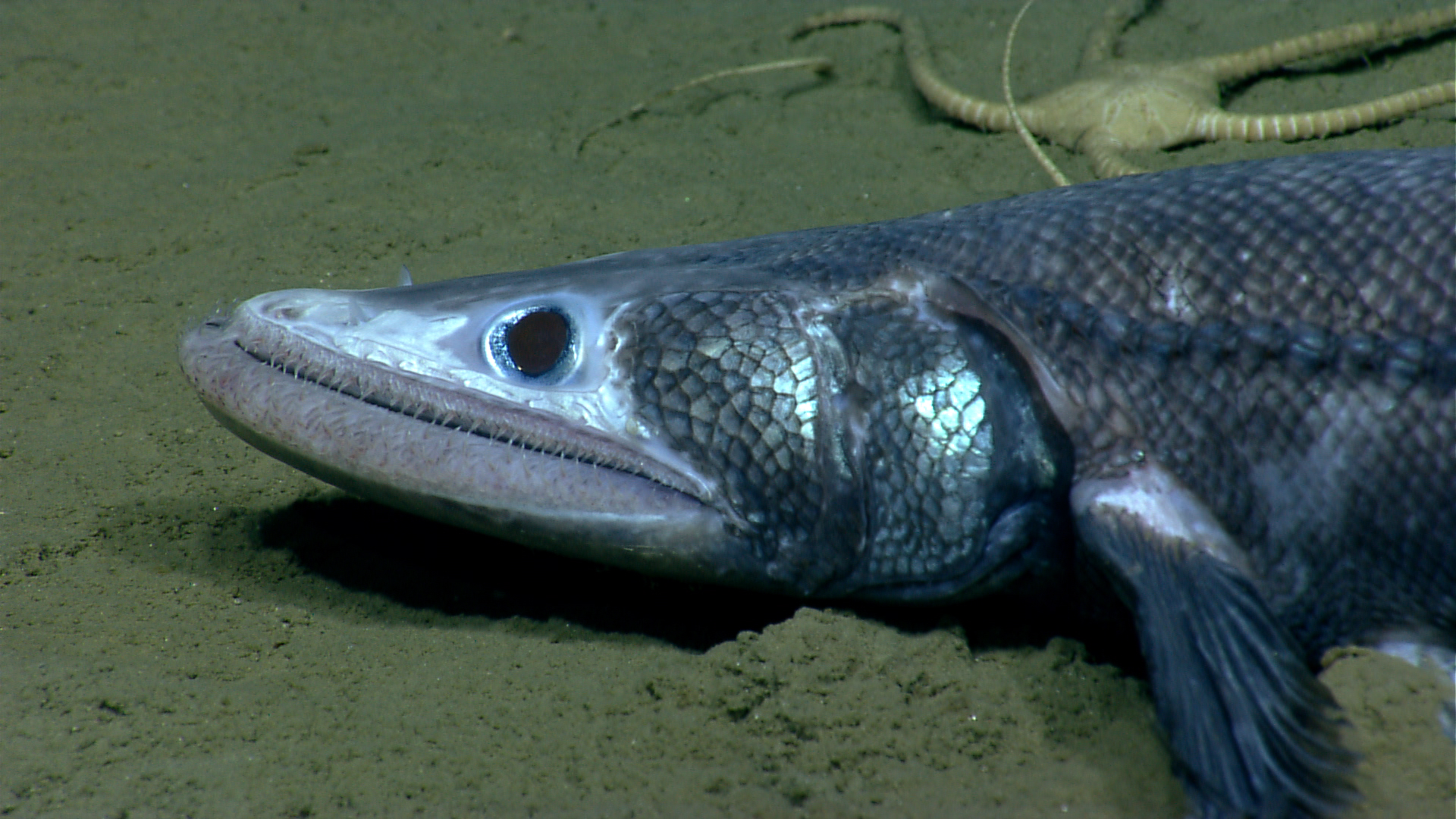
Particolare della testa

Bathysaurus è un genere di pesci ossei abissali appartenente all'ordine Aulopiformes. Si tratta dell'unico genere appartenente alla famiglia Bathysauridae.

## Distribuzione e habitat
Il genere è presente in numerose località sparse in tutti gli oceani. Sono assenti dal mar Mediterraneo. Vivono nel piano batiale e soprattutto in quello abissale fino a quasi 5000 metri di profondità. Sono pesci bentonici che giacciono in agguato sul fondo con la testa sollevata nella postura tipica anche dei pesci lucertola comuni nelle zone costiere dei mari tropicali e subtropicali.

## Descrizione
Questi pesci hanno corpo allungato con testa appiattita e bocca molto grande, che supera ampiamente l'occhio. I denti sono numerosi. Lungo la linea laterale è presente una fila di scaglie più grandi delle altre. Una sola pinna dorsale. Raggiungono 78 cm di lunghezza massima.

## Biologia
Poco nota.

### Alimentazione
Predatori, cacciano pesci e crostacei.

### Riproduzione
Sono ermafroditi sincroni.

## Specie
- Bathysaurus ferox
- Bathysaurus mollis[2]